# Dositheos II. Jeruzalémský
Dositheos II. Jeruzalémský (též Dositheos Notaras; řecky Δοσίθεος Β΄ Ἱεροσολύμων; 31. května 1641 Arachova – 8. února 1707 Istanbul) byl pravoslavný  teolog a v letech 1669 až 1707 řecký pravoslavný patriarcha Jeruzaléma. Je znám jako obránce pravoslaví proti vlivům katolicismu a protestantismu. Svolal do Jeruzaléma synodu, aby čelil myšlenkám Cyrila Lukarise vstřícným vůči kalvinismu.

## Život
Dositheos se narodil 31. května 1641 v Arachei (dnes vesnice Exochi). O jeho mládí je známo jen málo. V roce 1652 byl vysvěcen na jáhna a v roce 1661 povýšen na jeruzalémského arcijáhna. V roce 1666 byl vysvěcen na arcibiskupa města Caesarea Maritima a v roce 1669 zvolen jeruzalémským patriarchou.
Dositheos se intenzivně věnoval situaci pravoslavné církve na Balkáně, v Gruzii a jižním Rusku, zvláště poté, co patriarcha Cyril Lucaris z Konstantinopole ve svém Vyznání víry (1629) akceptoval kalvinistické doktríny o předurčení a ospravedlnění pouze vírou. V roce 1672 patriarcha Dositheos svolal jeruzalémský synod, který odmítl všechny kalvínské doktríny a přeformuloval pravoslavné učení tak, aby se odlišovalo od katolicismu i protestantismu.
Ve své korespondenci s carem Petrem I. Velikým se Dositheos postavil proti Petrovým reformám, které podřizovaly církev státu, zejména proti zrušení moskevského patriarchátu. Neuspěl ve své snaze přimět Petra, aby podpořil pravoslavnou církev v mírové smlouvě s Osmanskou říší z roku 1700.
V letech 1659-1664 Dositheos spolu s jeruzalémským patriarchou Paisiem a poté patriarchou Nektariem zajížděl do Bulharska, kde vybírali peníze pro Chrám Božího hrobu. Znovu pak cestoval po Bulharsku již jako patriarcha v letech 1669-1670. Své zážitky popsal v cestopise.
Dositheos zemřel v Konstantinopoli 8. února 1707. V roce 1715 vyšly jeho Dějiny jeruzalémského patriarchátu ve dvanácti svazcích.